# Lewis McGugan
Lewis Shay Mcgugan (ur. 25 października 1988 w Long Eaton) – angielski piłkarz grający na pozycji napastnika w Sheffield Wednesday. Występował w dwóch reprezentacjach Anglii; w latach 2004-2006 w kadrze do lat 17, a w latach 2006-2007 w reprezentacji U-19.